# Annie Bruin
Anna Martha Elizabeth Bruin (1870–1961) foi uma pintora holandesa conhecida pelas suas paisagens.

## Biografia
Bruin nasceu no dia 24 de setembro de 1870 em Zaandijk. Ela estudou na Rijksnormaalschool voor Teekenonderwijzers (Amsterdão) (Escola Normal Nacional de Professores de Desenho (Amsterdão)). Os seus instrutores incluíram Jan Derk Huibers e Johannes Leendert Vleming. Bruin era um membro do Vereeniging voor Beeldende Kunsten Laren-Blaricum (Associação de Artistas Laren-Blaricum). O trabalho de Bruin foi incluído na exposição e venda de 1939 Onze Kunst van Heden (A Nossa Arte de Hoje) no Rijksmuseum, em Amsterdão.
Bruin faleceu no dia 24 de junho de 1961, em Blaricum.